# 허영정
허영정(許潁亭)은 경상북도 안동시 일직면 광연리에 있다. 2010년 3월 12일 안동시의 문화유산 제29호로 지정되었다.